# زخرط مغلف
الزُخْرُط المُغلف أو الغاجية المُغلفة أو الذُّبَحُ المغلف (باللاتينية: Gagea circumplexa) نوع نباتي يتبع جنس الزخرط من الفصيلة الزنبقية.

## الموطن والانتشار
النبات واطن في جميع أقطار بلاد الشام والعراق وشبه الجزيرة العربية وإيران وقرغيزستان وتركمانستان